# Gare de Niversac
Gare de Niversac vasútállomás Franciaországban, Saint-Laurent-sur-Manoire településen.

## Vasútvonalak
Az állomást az alábbi vasútvonalak érintik:
- Coutras-Tulle-vasútvonal
- Niversac-Agen-vasútvonal

## Kapcsolódó állomások
A vasútállomáshoz az alábbi állomások vannak a legközelebb:
- Gare de Périgueux
- Gare de Saint-Pierre-de-Chignac
- Gare de Condat - Le Lardin
- Gare de Thenon
- Gare des Versannes
- Boulazac Isle Manoire railway station (Gare de Mussidan, Périgueux rail shuttle)